# Amandine Bourgeois
Amandine Bourgeois, född 12 juni 1979 i Angoulême, är en fransk sångare.

## Karriär
Amandine Bourgeois blev känd år 2008 då hon vann den sjätte säsongen av TV-programmet Nouvelle Star. Året därpå släppte hon sitt debutalbum 20 m² som sålde fler än 70 000 exemplar i Europa. Hennes andra album Sans amour mon amour gavs ut år 2012. Det andra albumet sågs som en flopp i fransk media då det knappt sålde 4 000 exemplar och tvingade henne att avbryta sin turné.
Den 16 november 2012 släpptes albumet Génération Goldman, ett album med coverlåtar av Jean-Jacques Goldman som framförs av kända franska artister. På skivan framför Bourgeois låten "Au bout de mes rêves" tillsammans med Emmanuel Moire och albumet har nått första plats på den franska albumlistan samt certifierats diamant för fler än en halv miljon sålda exemplar. Bland de kända artisterna som framför låtar på skivan finns också Zaz, Shy'm, Tal, Amaury Vassili, Amel Bent och M. Pokora. Under slutet av 2012 och början av 2013 framträdde Bourgeois flera gånger på fransk TV för att främja försäljningen av albumet.
I början av februari 2013 framförde hon en cover av Johnny Hallydays låt "Toute la musique que j'aime" tillsammans med Garou, Louis Bertignac och Paul Personne på TV-kanalen TV5Monde i samband med att TV-programmet Acoustic firade 10 år. Under februari turnerar hon även tillsammans med Thomas Dutronc som förband åt hans konserter.

### Eurovision Song Contest 2013
Den 22 januari 2013 meddelade France 3 att man internt valt ut henne till att representera Frankrike i Eurovision Song Contest 2013 med låten "L'enfer et moi".
Det var hennes manager Vincent Carpentier som anmälde henne till Frankrikes uttagning utan hennes vetskap. Hon gick med på att gå på audition med kravet att det var just låten "L'enfer et moi" som skulle vara bidraget.

## Diskografi

### Album
- 2009 - 20 m²
- 2012 - Sans amour mon amour
- 2014 - Au Masculin

### Singlar
- 2009 - "L'homme de la situation"
- 2009 - "Tant de moi"
- 2011 - "Still Loving You" (med Scorpions)
- 2012 - "Sans amour"
- 2012 - "Incognito" (med Murray James)
- 2013 - "L'enfer et moi"

### Medverkan på album
- 2012 - "Au bout de mes rêves" på Génération Goldman